# Gelasma thetydaria
Gelasma thetydaria är en fjärilsart som beskrevs av Achille Guenée 1857. Gelasma thetydaria ingår i släktet Gelasma och familjen mätare. Inga underarter finns listade i Catalogue of Life.